# Filadière

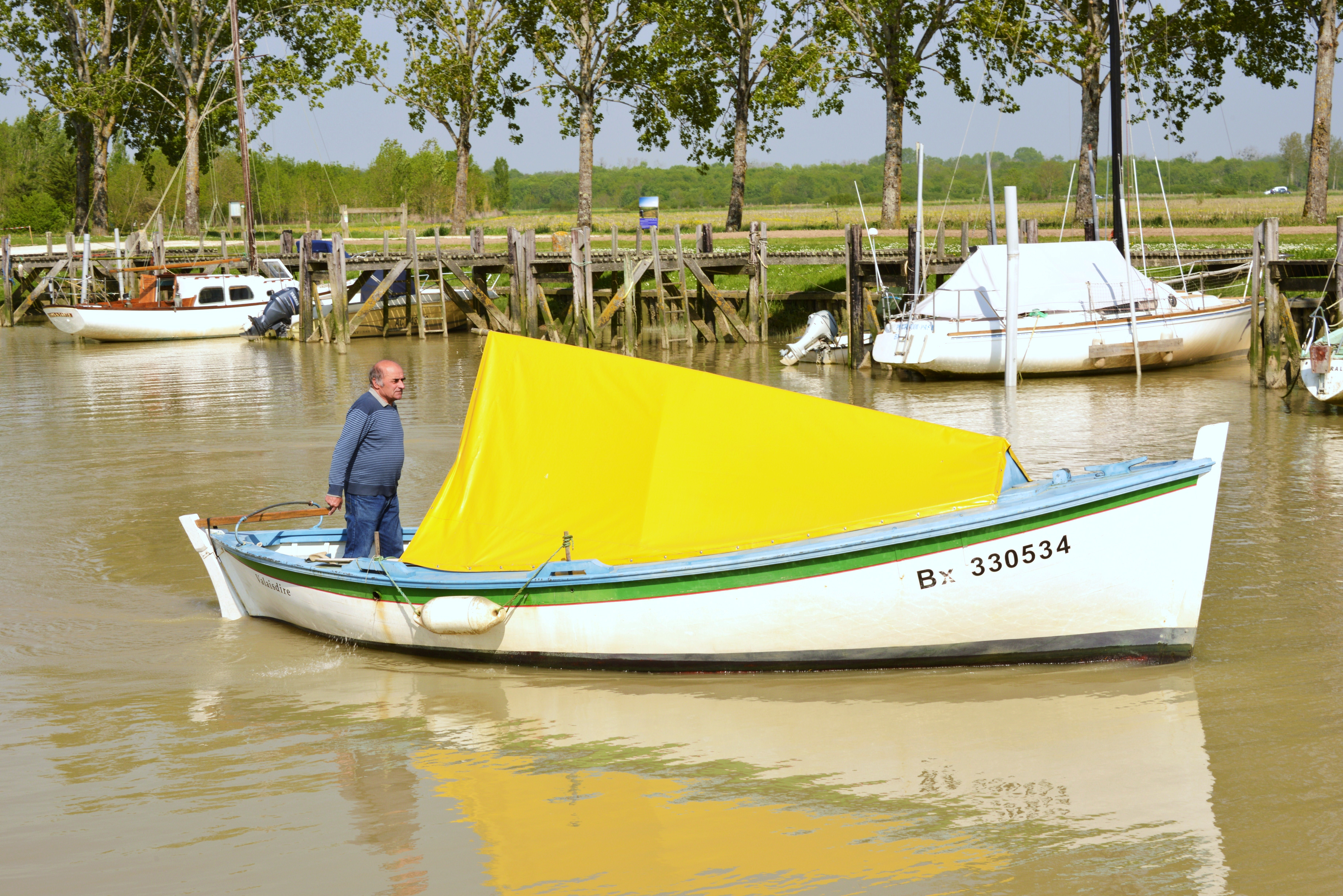
La filadière « Valaisdire » en train d’être manœuvrée par son propriétaire dans le port de Port-Maubert. Elle a été construite en 1959 par le chantier Labeylie, à Sainte-Terre, en Gironde.

Une filadière est un type de bateau traditionnel de Basse-Dordogne, Basse-Garonne et de l'estuaire de la Gironde. 

## Caractéristiques
Il s'agit d'une embarcation de bois de 6 à 7 m de long, non pontée, pointue aux deux extrémités.  Son avant est légèrement arrondi et élevé. Le mât est très en avant ; il porte une voile au tiers, à laquelle peuvent s'ajouter une voile latine et une voile d'étai.

## Usage
On l'utilise pour la pêche, le transport et la plaisance. La pêche se pratique au filet : on pêchait la lamproie, l'alose, le créa ou esturgeon entre autres poissons. Le transport léger concerne des marchandises (bois, foin, denrées), voire des passagers